# El cholo que odió la plata
El cholo que odió la plata es un cuento del escritor ecuatoriano Demetrio Aguilera Malta, publicado en 1930 como parte del libro de relatos Los que se van. La trama cuenta la historia de amistad entre dos hombres, uno de los cuales se corrompe por culpa del dinero y se convierte en un explotador sin escrúpulos, por lo que su amigo idea un plan para que vuelva a ser el mismo de antes.
El personaje de don Guayamabe, protagonista del relato, fue retomado posteriormente por Aguilera Malta en la novela La isla virgen (1942) y la obra teatral El tigre (1955).

## Argumento
Don Guayamabe y Banchón, dos antiguos amigos, conversan sobre los abusos que había sufrido el primero a manos de hombres blancos, quienes le habían quitado todo lo que valoraba en la vida, incluyendo sus canoas, sus hachas, sus balandras e incluso habían abusado sexualmente de su esposa. Guayamabe concluye la conversación afirmando que los blancos eran «unos desgraciados», sentimiento con el que su amigo concuerda.
Con el pasar de los años, Banchón trabaja y hace fortuna, pero poco a poco cambia y empieza a maltratar, aprovecharse y explotar a sus antiguos compañeros. Tiempo después le llega el rumor a Guayamabe de que Banchón estaba obligando a su hija a tener relaciones sexuales con él bajo la amenaza de despedirlo, aunque aun así, posteriormente echa a Guayamabe de sus tierras alegando que estaba demasiado viejo. Guayamabe medita sobre los eventos ocurridos y comprende que en realidad no eran los blancos los malos, sino que era la plata la que corrompía a los hombres, sin importar que fueran blancos o cholos, por lo que antes de marcharse incendia todas las posesiones materiales de Banchón para así poder recuperar a su amigo y que volviera a ser bueno.

## Estilo

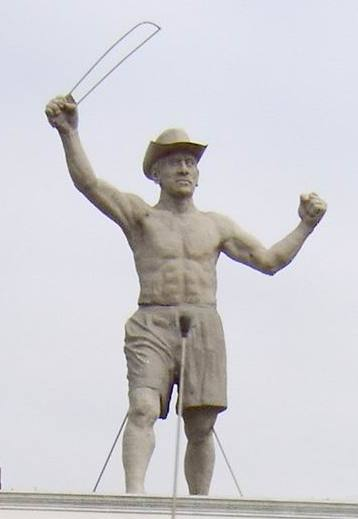
Monumento al montuvio, en Paján.

Como en los otros cuentos de Los que se van escritos por Aguilera Malta, en El cholo que odió la plata el autor se inclina por la economía del lenguaje y la descripción ágil y concisa de los hechos. La trama de la historia transcurre de forma lineal a lo largo de varios años, a pesar de que el texto cuenta tan solo con cuatrocientas treinta palabras. También muestra una apropiación del lenguaje por parte de los personajes, por ejemplo al cambiar la conjunción «y» por la letra «i». Un ejemplo del estilo general del relato se puede apreciar en el siguiente fragmento, que describe el proceso de corrupción de Banchón:

(...) Banchón trabajó. Banchón reunió dinero. Banchón puso una cantina. Banchón –envenenando a su propia gente– se hizo rico. Banchón tuvo islas i balandras. Mujeres i canoas... Compañeros de antaño peones suyos fueron. Humillólos. Robóles. Los estiró como redes de carne, para acumular lisas de plata en el estero negro de su ambición.

## Análisis
Aunque a primera vista podría parecer que el principal motivador detrás de la resolución final de Guayamabe es la venganza, el cuento es claro al manifestar que en realidad es la amistad que siente hacia Banchón lo que lo lleva a intentar eliminar lo que considera como el elemento corruptor de su antiguo amigo y que así recuperara su bondad pasada. Esta idea sobre un estado primigenio de bondad tiene paralelos con los postulados del filósofo francés Jean-Jacques Rousseau, quien afirmaba que el hombre era bueno por naturaleza, pero que era la sociedad la que lo corrompía, o el dinero, en el caso del cuento. De acuerdo al catedrático español Juan Manuel Rodríguez López, la elección del fuego como forma de destruir las posesiones de Banchón se da debido a su carácter simbólico como elemento purificador y de cambio.
La relación de jerarquía entre ambos amigos está simbolizada en el uso del vocablo de tratamiento «don», que al principio de la historia es utilizado por Banchón para dirigirse a Guayamabe como forma de respeto por su prosperidad pasada, mientras que Guayamabe se dirigía a Banchón a secas. Sin embargo, con la llegada de la fortuna los papeles se revierten y es Banchón quien pasa a recibir el tratamiento especial como «don Banchón», además de pasar por un proceso de «blanqueo» en que adopta como forma de legitimación propia las posturas explotadoras de quienes antes se aprovechaban de sus pares, los mismos que, tal y como el cuento enfatiza, estaban «hechos del mismo barro» que él.
La escritora y académica María Helena Barrera elogió grandemente el relato y caracterizó la prosa de Aguilera Malta como «corta y contundente, de un ritmo poético innegable». También destacó su elección de metáforas. La verosimilitud de la trama, por el contrario, fue cuestionada por el escritor ecuatoriano Miguel Donoso Pareja, así como por Juan Manuel Rodríguez López, quien además criticó lo que calificó como «moraleja franciscana» del relato y tildó a Guayamabe de «apóstol de la pobreza».